# Heinrich Heimes
Heinrich Joseph Heimes (* 12. Juli 1855 in Mayen; † 18. Februar 1933 in Kronberg im Taunus) war ein deutscher Landschafts- und Marinemaler der Düsseldorfer Schule.

## Leben
Heimes wuchs zunächst in Mayen in der Vulkaneifel auf. Ab dem Alter von fünfzehn Jahren lebte er in Neuenahr. Im Jahr 1880 begann er ein Malereistudium an der Kunstakademie Düsseldorf. An der Düsseldorfer Akademie war er Schüler in den Klassen von Hugo Crola, Heinrich Lauenstein und Peter Janssen dem Älteren. Bis 1884 war er außerdem ein Schüler der Landschaftsmaler Eugen Dücker und Olof Jernberg. 1884 wechselte Heimes auf die Kunstschule Karlsruhe unter Gustav Schönleber.
Ab 1891 lebte er für etwa zwanzig Jahre wieder in Düsseldorf. Dort war er Mitglied des Künstlervereins Malkasten und wohnte von 1894 bis 1901 unter der Adresse Kurfürstenstr. 12 im Hause seines Malerkollegen Laurenz Schäfer.
Heimes unternahm eine Vielzahl von Studienreisen, nach Italien, Frankreich, Palästina und Ägypten sowie in die Niederlande, besonders nach Egmond in Nordholland (1883–1885), wo er die Malerei der Haager und Egmonder Schule kennenlernte und engen Kontakt mit den US-amerikanischen Malern Gari Melchers und George Hitchcock hatte, und nach Katwijk (1901–1911). Dort traf er auch eine Reihe von Düsseldorfer Malern, etwa Helmuth Liesegang und German Grobe.
Eine Freundschaft verband ihn mit dem Kunstsammler Wilhelm Niessen (1859–1942) aus Neuenahr. Zusammen mit den Malern Carl Becker, Theodor Funck, Claus Meyer und Erich Nikutowski gehörte Heimes zu den Gründern der Vereinigung von 1899, die sich von der 1891 gegründeten Freien Vereinigung Düsseldorfer Künstler abspaltete. 1911 ließ sich Heimes mit seiner Familie in Kronberg im Taunus nieder und wurde ein Mitglied der Kronberger Malerkolonie. Heimes stellte seine Werke in verschiedenen Großstädten Deutschlands aus, in Düsseldorf in der 1913 gegründeten Galerie Flechtheim.

## Werke (Auswahl)

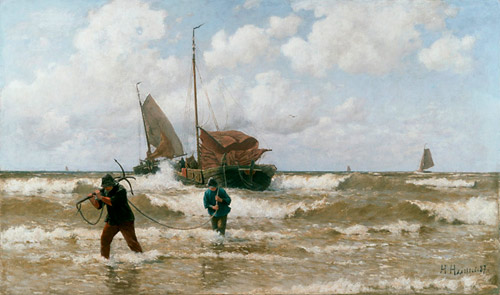
Die Ankunft der Fischerboote, um 1890

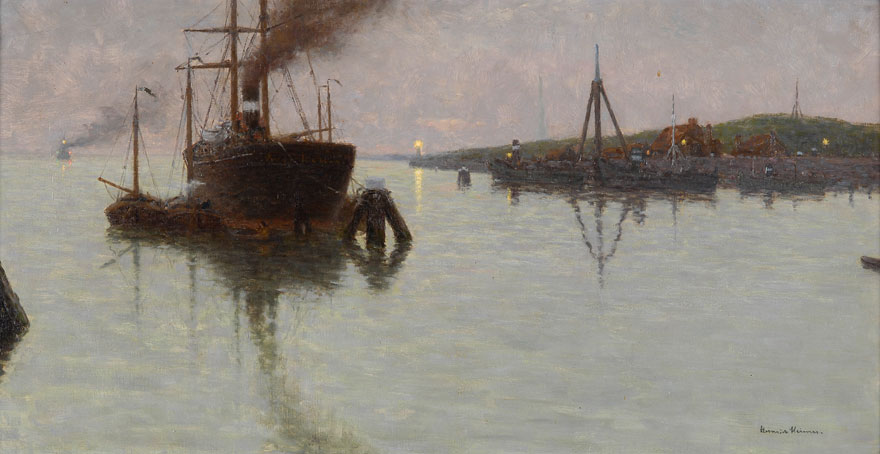
Abendidyll

- Strandansicht mit Dünen und Leuchtturm, 1888
- Die Ankunft der Fischerboote, um 1890
- Nach dem Fang, um 1890[11]
- Sonnenuntergang an der Nordsee, 1891, Museum Kunstpalast[12]
- Junge Bäuerin in der Mittagshitze, 1914
- Heuschober
- Abendidyll